# Szczyt w Kwaterze Głównej NATO 2005
Szczyt w Kwaterze Głównej NATO w 2005 – 21. szczyt NATO, zorganizowany w Kwaterze Głównej Sojuszu w Brukseli  22 lutego 2005.

## Rezultaty szczytu
Rada Północnoatlantycka (NAC) na spotkaniu w Kwaterze Głównej uzgodniła szczegóły wkładu Sojuszu w pomoc rządowi Iraku w szkoleniu sił bezpieczeństwa (pomoc finansowa oraz pomoc w wyposażeniu i sprzęcie). Dyskutowała również na temat wzmocnienia obecności NATO w Afganistanie i na Bałkanach.
W trakcie szczytu odbyło się także posiedzenie Komisji NATO-Ukraina, na którym liderzy NATO wyrazili silne poparcie dla euroatlantyckiej integracji Ukrainy oraz przeprowadzanych przez nią reform. Uruchomili również, wart 25 mln euro, projekt likwidacji starej amunicji i zapasów broni lekkiej, zalegających na Ukrainie, a będących spuścizną po czasach ZSRR.